# Konstantin Mikhailovich Simonov
Konstantin Mikhailovich Simonov (tiếng Nga: Константин Михайлович Симонов) (sinh ngày 28 tháng 11, lịch cũ 15 tháng 11 năm 1915, mất ngày 28 tháng 8 năm 1979) là một nhà văn, nhà thơ và nhà biên kịch Liên Xô nổi tiếng với những tác phẩm viết về Chiến tranh giữ nước vĩ đại. Có lẽ tác phẩm được biết tới nhiều nhất của Simonov là bài thơ Đợi anh về (Жди меня), một trong những bài thơ hay và được biết đến nhiều nhất của Văn học Xô viết trong Chiến tranh thế giới thứ hai.

## Tiểu sử
Konstantin Simonov sinh năm 1915 tại thủ đô Petrograd (nay là thành phố Sankt-Peterburg) của Đế quốc Nga trong một gia đình quý tộc, mẹ ông là nữ bá tước Obolenskaya, còn bố là thiếu tướng trong quân đội Nga hoàng. Trong Chiến tranh thế giới thứ nhất, bố của Simonov chết ngoài mặt trận, sau này ông được nuôi dưỡng bởi người cha dượng là đại tá Hồng quân Ivanishev. Thời thơ ấu của Konstantin trải qua ở thành phố Ryazan và Saratov, sau khi học xong cấp II, Simonov đã chọn con đường trở thành công nhân khi đăng ký học nghề thợ tiện tại một trường dạy nghề cơ khí chính xác. Năm 1931, sau khi gia đình chuyển về Moskva, Konstantin Simonov bắt đầu làm thợ trong nhà máy cho đến năm 1935 thì thôi việc để vào học tại Trường viết văn Marxim Gorky và tốt nghiệp năm 1938. Từ đây Konstantin Simonov bắt đầu tập trung toàn bộ khả năng của mình trong nghề nhà báo và nghề viết văn.

## Sự nghiệp
Konstantin Simonov bắt đầu viết thơ từ khi trở thành công nhân cơ khí, những bài thơ của ông đã được đăng trên tờ Cận vệ thanh niên và tờ Tháng Mười năm 1936. Sau khi tốt nghiệp Trường viết văn Marxim Gorky, ông tiếp tục học cao học tại Viện nghiên cứu Lịch sử, Triết học và Văn học Moskva (IFLI) nhưng rồi tạm dừng việc học để làm phóng viên chiến trường tại Mông Cổ cho đến năm 1939.
Năm 1940 Simonov cho ra đời vở kịch đầu tiên của ông, vở Một câu chuyện tình sau đó được trình diễn tại Leningrad. Vở kịch thứ hai Chàng trai từ thành phố chúng ta lấy cảm hứng từ kinh nghiệm trên chiến trường Khalkhin Gol được Simonov sáng tác một năm sau đó.

### Chiến tranh vệ quốc vĩ đại
Khi Chiến tranh vệ quốc vĩ đại nổ ra tháng 6 năm 1941, Simonov đang là phóng viên của báo Sao đỏ (Krasnaya Zvezda) đã được gửi ra mặt trận, vừa làm việc với tư cách phóng viên chiến trường, vừa chiến đấu với tư cách chủ nhiệm chính trị một tiểu đoàn Hồng quân. Năm 1943 ông được phong hàm trung tá và đến giai đoạn cuối cuộc chiến là hàm đại tá. Simonov đã có mặt trong rất nhiều chiến dịch trên đất Liên Xô cũng như ở Rumani, Bulgari, Nam Tư và cuối cùng là Berlin.

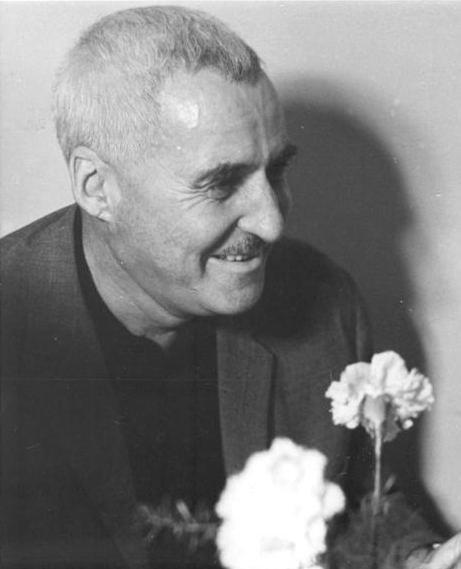
Simonov ở Berlin năm 1967

Tháng 10 năm 1941, trong khi quân Đức đang tiến như vũ bão về thủ đô Moskva và Hồng quân đang lâm vào thế phải chống đỡ rất khó khăn, Konstantin Simonov đã cho ra đời bài thơ Đợi anh về (Жди меня). Ban đầu, bài thơ được sáng tác với ý định dành tặng riêng cho người yêu của tác giả là nghệ sĩ Valentina Serova, nhưng tình cờ tâm trạng của người lính trong bài thơ đã trùng với tâm trạng chung của hàng triệu người lính Hồng quân đang chiến đấu trên mặt trận, vì vậy "Đợi anh về" đã nhanh chóng trở nên phổ biến ở Liên Xô và sau đó là nhiều nước khác trên Thế giới.
Trong thời gian chiến tranh, Simonov còn sáng tác vở kịch Người Nga (Russkiye Liudi), tập truyện ngắn Ngày và đêm (Dni i Nochi) (1943 - 1944) là hai tác phẩm xuất sắc của Văn học Xô viết trong giai đoạn này. Ông còn ghi chép nhiều ký sự chiến trường, các tác phẩm này đều được xuất bản trên tờ "Sao đỏ".

### Sự nghiệp sau chiến tranh
Sau năm 1945, Simonov là Tổng biên tập của tạp chí Thế giới mới (Novy Mir) từ năm 1946 đến 1950 và 1954 đến 1958, ông còn là Tổng biên tập của tờ Văn học (Literaturnaya Gazeta) từ năm 1950 đến năm 1953. Konstantin Simonov còn được bầu là Thư ký Hội nhà văn Liên Xô trong hai giai đoạn 1946 - 1959 và 1967 - 1979.
Năm 1952, Simonov sáng tác cuốn tiểu thuyết chiến tranh đầu tiên, tác phẩm Bạn chiến đấu. Sau đó là hai tiểu thuyết khác cũng về đề tài Chiến tranh thế giới thứ hai, Những người sống và những người chết (1959) và Người ta sinh ra không phải đã là lính (1963 - 1964). Năm 1970 ông cho ra đời tác phẩm Mùa hè cuối cùng. Ông cũng đã viết kịch bản một số bộ phim dựa trên chính những tác phẩm này.
Năm 1972, Simonov đã sang thăm Việt Nam và viết tác phẩm ký sự về cuộc chiến tranh khốc liệt ở đây mang tên Nỗi khổ không của riêng ai và sau đó là tập thơ Việt Nam, mùa Đông năm bảy mươi. Đây là những tác phẩm cuối cùng trong cuộc đời sáng tác của Simonov.
Konstantin Simonov qua đời tại Moskva ngày 28 tháng 8 năm 1979.

## Tác phẩm

### Tiểu thuyết
- Bạn chiến đấu (1952)
- Những người sống và những người chết (1959)
- Người ta sinh ra không phải đã là lính (1963 - 1964)

### Truyện ngắn
- Tập truyện ngắn Ngày và đêm (Dni i Nochi) (1944)

### Tập thơ
- Có em và không có em (S Toboi i Bez Tebya)
- Chiến tranh (Voina)
- Bạn và thù (1948)
- Việt Nam, mùa Đông năm bảy mươi (1972)

### Kịch bản phim
- Một chàng trai đến từ thành phố chúng tôi (1942)
- Đợi anh về (1943)
- Nhân danh Tổ quốc (1943) (dựa theo vở kịch Người Nga)
- Ngày và đêm (1943)
- Câu hỏi kiểu Nga (1947)
- Đội quân đồn trú bất tử (1956)
- Normandie-Neman (1960) (phim hợp tác của Pháp và Liên Xô)
- Những người sống và những người chết (1964)
- Grenada (1967) (phim tài liệu của đạo diễn Roman Karmen)
- Hai mươi ngày không có chiến tranh (1976)
- Từ những ghi chép của Lopakhin (1977)

## Giải thưởng
Năm 1974 Konstantin Simonov đã được tặng thưởng danh hiệu Anh hùng Lao động Xã hội chủ nghĩa. Ông còn ba lần được tặng thưởng Huân chương Lênin, Giải thưởng Lênin (1974) và Giải thưởng Nhà nước Liên Xô (1942, 1943, 1946, 1947, 1949, 1950).

## Một vài bài thơ
| Товарищу То Хыу, который перевел «Жди меня» Я знаю, здесь мои стихи живут В прекрасном Вашем переводе. И будут жить, покуда жены ждут Тех, кто в походе. Уж четверть века пушки бьют и бьют! И вдовы на могилы ходят, И, ждя живых, мои стихи живут В прекрасном Вашем переводе. Скорей бы наступил тот год На длительном пути к свободе, Когда стихи, как люди, свой поход Закончат в Вашем переводе. Пусть в этот день, когда уже не ждут С войны людей и – тишина в природе, Мои стихи, легко вздохнув, умрут В прекрасном Вашем переводе. Предчувствие любви страшнее Самой любви. Любовь - как бой, Глаз на глаз ты сошелся с нею. Ждать нечего, она с тобой. Предчувствие любви - как шторм, Уже чуть-чуть влажнеют руки, Но тишина еще, и звуки Рояля слышны из-за штор. А на барометре к чертям Все вниз летит, летит давленье, И в страхе светопреставленья Уж поздно жаться к берегам. Нет, хуже. Это как окоп, Ты, сидя, ждешь свистка в атаку, А там, за полверсты, там знака Тот тоже ждет, чтоб пулю в лоб... | Gửi đồng chí Tố Hữu, người dịch "Đợi anh về" Tôi biết rằng thơ của tôi đang sống Ở đây, trong bản dịch đẹp của Anh. Và sẽ sống đến ngày người vợ vẫn Ngóng trông chồng về từ cuộc chiến tranh. Một phần tư thế kỷ súng không ngừng! Những người vợ góa vẫn đi ra mộ Vẫn chờ đợi, thì thơ tôi còn đó Còn sống trong bản dịch đẹp của Anh. Tôi cầu mong ngày ấy đến cho nhanh Trên con đường đến tự do dằng dặc Ngày mà thơ, cũng như người, kết thúc Cuộc hành quân trong bản dịch của Anh. Hãy để ngày, khi không còn trông ngóng Người trở về - yên lặng giữa thiên nhiên Thì thơ tôi sẽ thở phào nhẹ nhõm Rồi chết trong bản dịch đẹp của Anh. Linh cảm tình yêu Linh cảm của tình yêu còn kinh hoàng Hơn cả tình. Tình yêu là trận đánh Mắt nhìn mắt, bạn gặp gỡ với tình Không đợi gì, tình yêu cùng với bạn. Linh cảm của tình yêu – như biển động Đã hơi hơi đôi bàn tay ướt dầm Nhưng vẫn hãy còn lặng im, và tiếng Đàn dương cầm nghe rõ sau bức mành. Còn trên áp kế hướng về ma quỷ Tất cả đang rơi, áp lực rơi nhanh Trong nỗi sợ hãi trước ngày tận thế Áp vào bến bờ khi đã muộn màng. Không, tệ hơn. Điều này như chiến hào Nơi bạn ngồi chờ để xông vào trận Còn đằng kia, cách nửa dặm vexta Người cũng chờ để đạn xuyên vào trán… Bản dịch của Nguyễn Viết Thắng |